# Музей Польской Народной Республики (Краков)
Музей Польской Народной Республики (пол. Muzeum PRL) — музей, находящийся в краковском районе Нова-Хута по адресу Оседле Центрум-Е, 1.
Музей был основан в апреле 2008 году польским Министерством культуры. Первоначально был краковским филиалом Музея истории Польши. 1 января 2013 года музей был передан в управление краковского муниципалитета.
В настоящее время музей организует выставки и мероприятия, посвящённые истории Польской Народной Республики. В ноябре 2009 года при музее был основан Клуб исследователей истории.
В музее действуют постоянные выставки:
- Фотографическая выставка «От оппозиции до свободы»;
- Выставка фотографий М. Твардовского;
- «Освободите память» — собрание памятных печатных и иных материалов периода с 1944 по 1989 год;
- «Польско-ярузельская война»;
- «Футбол в Польше»

Планируется выставлять следующие выставки:
- «Тotalitaryzm a zachodnia tradycja» (Тоталитаризм и западная традиция) — выставка, посвящённая понятию тоталитаризма;
- «Budowa systemu komunistycznego w Polsce» (Строительство коммунистической системы в Польше) — история установления коммунистической власти в Польше с 1945 по 1956 год;
- «Mała stabilizacja» (Малая стабилизация) — история социализма в Польше с 1950 по 1970 год;
- «Człowiek z celuloidu» (Человек в целлулоиде) — искусство на службе коммунистической власти.